# Crkva u Zagrađu
Crkva u Zagrađu,  rimokatolička crkva u Donjem Zagrađu, kod Šćepan Polja (Stjepan Polja), Crna Gora. 
Za crkvu se smatra da ju je dao sagraditi herceg Stjepan Vukčić Kosača.
Crkva sv. Stjepana i crkva u Zagrađu nisu ista crkva. Crkva sv. Stjepana je sjeverozapadno od grada Sokola, bliže Pivi, i u blizini je nekropola. Crkva u Zagrađu je sjeverno od grada Sokola, prema Tari. Uzvisina na kojoj je grad Sokol, podno koje je crkva, nadmorske je visine 927 metara i imena je Hercegov grad.